# Bukit Sari (Padang Tualang)
Bukit Sari is een bestuurslaag in het regentschap Langkat van de provincie Noord-Sumatra, Indonesië. Bukit Sari telt 699 inwoners (volkstelling 2010).